# Priolepis boreus
Priolepis boreus är en fiskart som först beskrevs av Snyder, 1909.  Priolepis boreus ingår i släktet Priolepis och familjen smörbultsfiskar. Inga underarter finns listade i Catalogue of Life.